# Burgraviat de Nuremberg

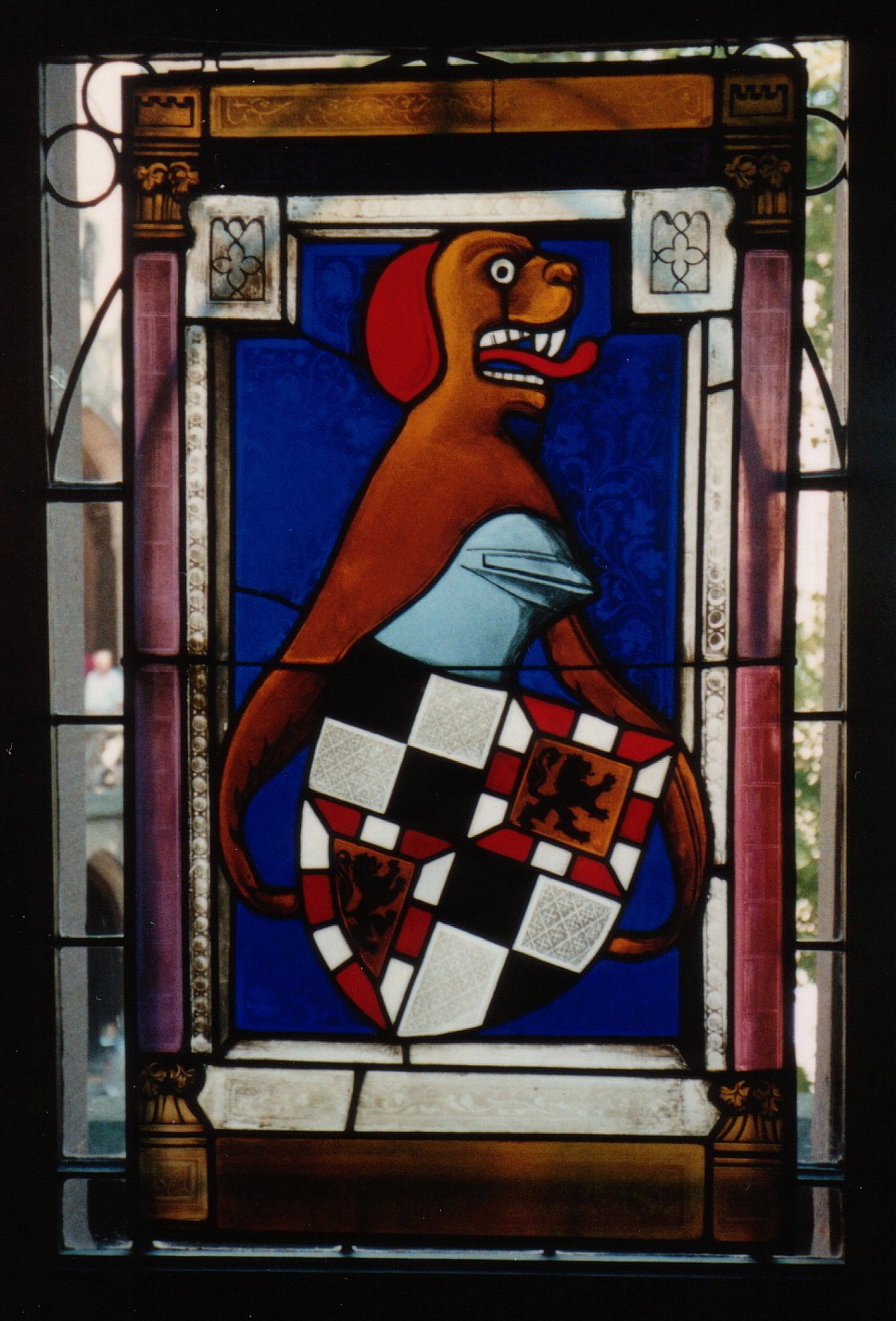
Escut d'armes dels Hohenzollern com a burgravis, en un vitrall del castell de Hohenzollern

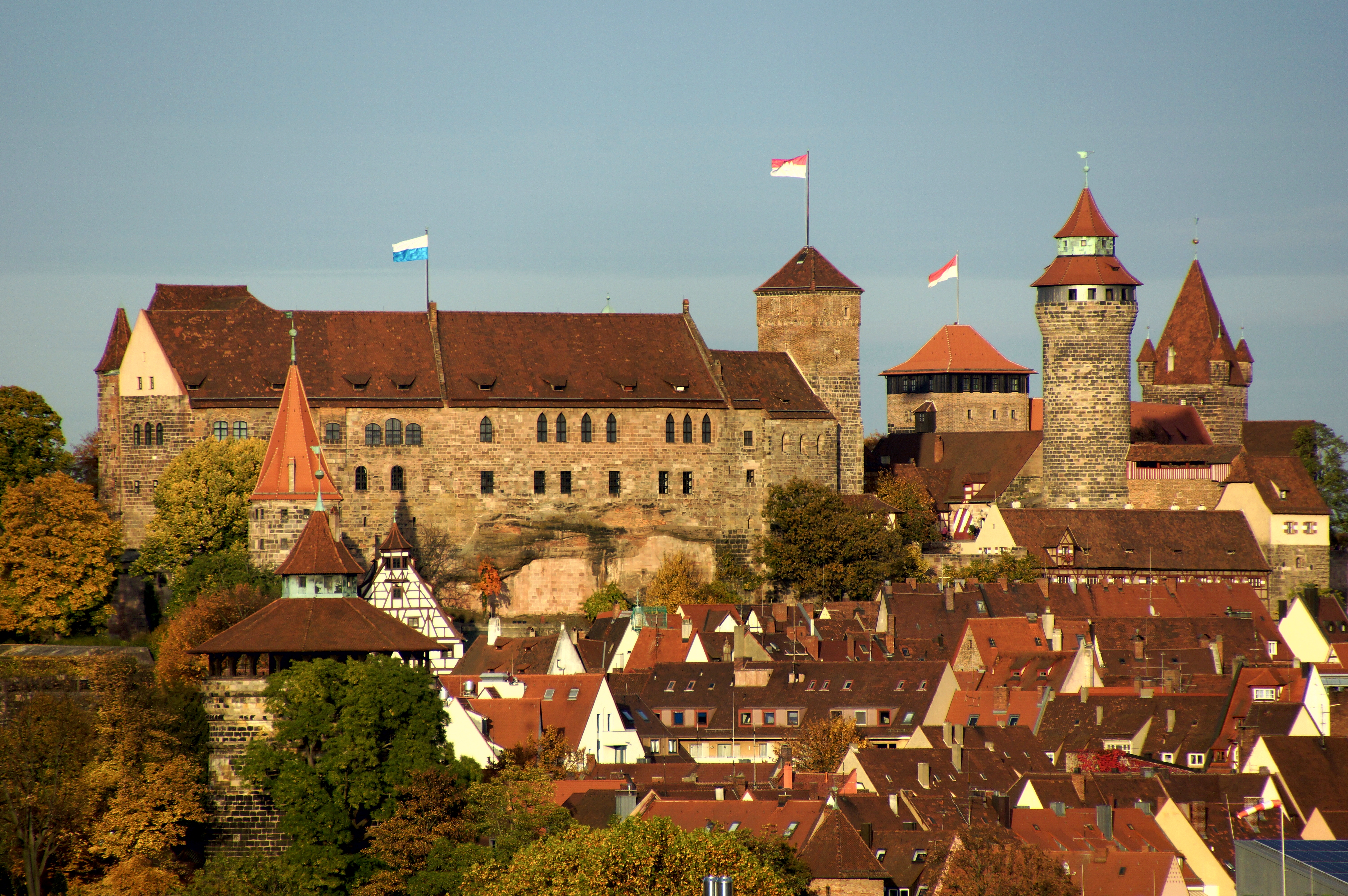
Castell imperial de Nuremberg

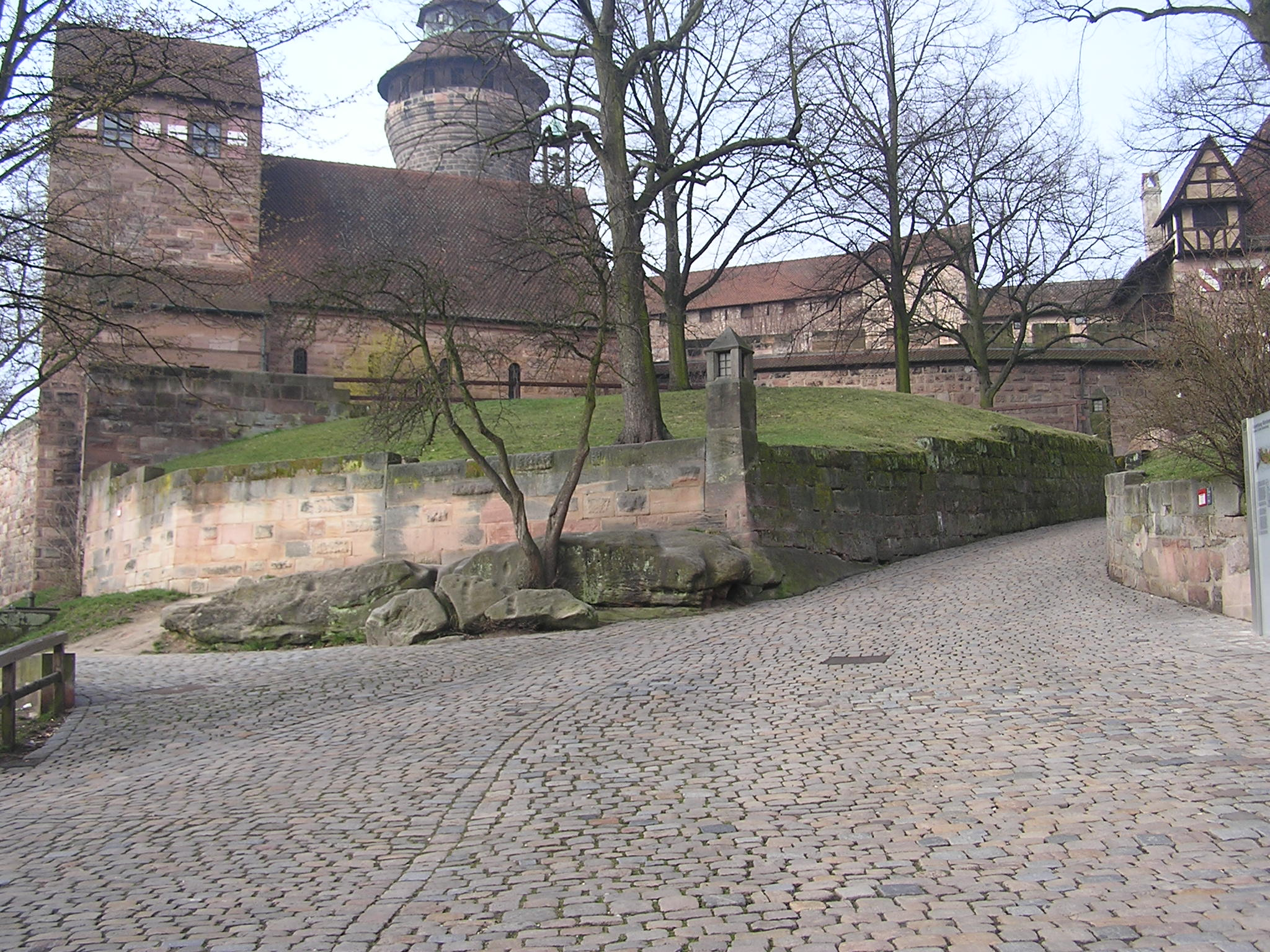
El Castell dels Burgravis

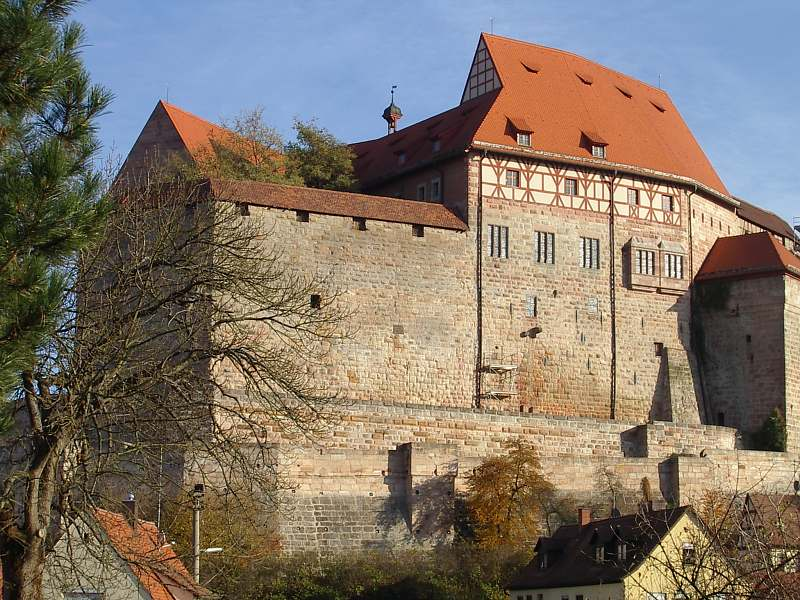
Castell de Cadolzburg (des de 1260 seu dels Burgravis)

El Burgraviat de Nuremberg (en alemany: Burggrafschaft Nürnberg) va ser un estat del Sacre Imperi Romanogermànic des de principis del segle XII fins a finals del segle XV. Com a burgraviat, era un comtat amb seu a la ciutat de Nuremberg; van passar gairebé dos segles abans que el burgraviat perdés el poder sobre la ciutat, que es va independitzar a partir del 1219. Finalment, el burgraviat es va dividir per formar Brandenburg-Ansbach i Brandenburg-Bayreuth.

## Història
Nuremberg va ser fundada probablement el segle XI, segons la primera menció documental de la ciutat l'any 1050, com a ubicació d'un castell imperial entre els francs orientals i la marca bavaresa del Nordgau. Del 1050 al 1571, la ciutat es va expandir i va augmentar d'importància dramàticament a causa de la seva ubicació a les principals rutes comercials. El rei Conrad III va establir el burgraviat i la primera administració i corts sobre els territoris imperials circumdants. Els primers burgraviats eren de la casa austríaca de Raabs però, amb l'extinció de la seva línia masculina cap al 1190, el burgraviat va ser heretat pel gendre de l'últim comte, de la casa de Hohenzollern. Des de finals del segle XII fins a l'Interregne (1254–73), però, el poder dels burgravis va començar a disminuir a mesura que els emperadors Hohenstaufen van transferir la majoria de poders no militars a un castellà, amb l'administració de la ciutat i les corts municipals lliurades a un alcalde imperial. (en alemany: Reichsschultheiß ) de 1173/74. Aquest castellà no només administrava les terres imperials que envoltaven Nuremberg, sinó que cobrava impostos i constituïa el màxim tribunal judicial en qüestions relacionades amb la caça furtiva i la silvicultura; també va ser el protector nomenat dels diferents establiments eclesiàstics, esglésies i monestirs, fins i tot del bisbat de Bamberg. Els privilegis d'aquesta castellanització van ser traslladats a la ciutat durant el segle XIV i principis del XV. Les tenses relacions entre els burgravis i el castellà finalment van esclatar en una enemistat oberta, que va influir molt en la història de la ciutat.
Sovint es coneix que Nuremberg va ser la "capital no oficial" del Sacre Imperi Romanogermànic, sobretot perquè les Dietes Imperials (Reichstage) i les corts es reunien al Castell de Nuremberg. Les Dietes de Nuremberg van ser una part important de l'estructura administrativa de l'imperi. La creixent demanda de la cort reial i la creixent importància de la ciutat van atreure un major comerç i comerç a Nuremberg, amb el suport dels emperadors Hohenstaufen. Frederic II (que va regnar des del 1212 fins al 1250) va concedir el Großen Freiheitsbrief (en català: Gran carta de llibertat) el 1219, incloent els drets de la ciutat, la immediatesa imperial (Reichsfreiheit), el privilegi d'encunyar monedes i una política duanera independent, allunyant gairebé totalment la ciutat del domini dels burgravis. Nuremberg esdevé aviat, amb Augsburg, un dels dos grans centres comercials de la ruta d'Itàlia al nord d'Europa.

## Llista de burgravis

### Casa de Raabs
- 1105 – c. 1137 Gottfried II de Raabs (governat fins c. 1137 )
- c. 1137 – c. 1143 Conrad I ( c. 1100 – c. 1143 )
- c. 1143 – c. 1160 Gottfried III (governat fins c. 1160 )
- c. 1160 – c. 1191/92 Conrad II ( c. 1125/30 – 1191/92, mort sense descendència masculina)

### Casa de Hohenzollern
- 1192–1200/1204 Frederic I (1139–1200/1204), originàriament Frederic III, comte de Zollern, i es va casar amb Sofia, filla de Conrad II, que després es va convertir en burgravi gràcies a aquesta unió.
- 1204–1218 Frederic II (1188–1255, fill petit de Frederic I)
- 1218–1261/1262 Conrad I der Fromme (c. 1186–1261/2, fill gran de Frederic I i germà de Frederic II). Comte de Zollern com Conrad III.
- 1262–1297 Frederic III der Erber (c. 1218–1297, fill de Conrad I).
- 1297–1300 Joan I (c. 1279–1300, fill gran de Frederic III). Va governar amb el seu germà Frederic IV.
- 1297–1332 Frederic IV (1287–1332, fill petit de Frederic III i germà de Joan I). Es va fer càrrec de l'únic domini del burgraviat després de la mort del seu germà.
- 1332–1357 Joan II der Erwerber (1309–1357, fill de Frederic IV).
- 1357–1397 Frederic V (1333–1397, fill de Joan II).
- 1397–1420 Joan III (1369–1420, fill de Frederic V). També margravi de Brandenburg-Kulmbach des de 1398.
- 1398–1427 Frederic VI (1371–1440, fill de Frederic V). Com a Frederic I, també margravi de Brandenburg-Ansbach des del 1398, elector de Brandenburg des del 1415, margravi de Brandenburg des del 1417 i margravi de Brandenburg-Kulmbach des del 1420.